# Ophiomyia kilimanii
Ophiomyia kilimanii är en tvåvingeart som beskrevs av Spencer 1985. Ophiomyia kilimanii ingår i släktet Ophiomyia och familjen minerarflugor.
Artens utbredningsområde är Kenya. Inga underarter finns listade i Catalogue of Life.